# 金銀島探検
金銀島探検（きんぎんとうたんけん）とは、金や銀が豊富に産出されるという、伝説上の「金島」・「銀島」を探し求めて航海・探検に赴くこと。主として近世以前のヨーロッパ人が、アジアに目標を定め、幾度も来訪していた。
伝説の発祥は古代インドとも言われ、1世紀のローマ帝国の地理書には、インダス川の東方に金島・銀島が存在すると記されている。また、金島を「ジャバ・デビバ」とも呼び、現在のジャワ島やスマトラ島にあたると考えられていた。その説は中国に逆輸出され、当時スマトラ島に栄えていた貿易国家・シュリーヴィジャヤ（室利仏逝）がその地にあたると考えられていた。義浄が同国を「金洲」と称したのもその影響とされる。
だが、同地との交流が盛んになり、地勢や鉱産資源が明らかになると、シュリーヴィジャヤを金銀島と見なす考えは衰え、替わりに9世紀のアラビアの地理書に記載される金島・ワクワクの存在が喧伝されるようになる。これは、マルコ・ポーロの『東方見聞録』の刊行により、倭国・すなわち日本のことだと考えられるようになった（「黄金の島」・ジパング。だが、マルコ・ポーロ自身も日本の実情を把握した上で書いたものであるかは疑問とされている）。
16世紀にポルトガル人が日本に来訪し、実際には金の産出量がそれほどでもないことを知る。そこで石見銀山など、豊富な銀鉱山を有する日本は「銀島」であり、東方の太平洋上に、別に「金島」が存在するという考えが登場するようになった。更に日本が鎖国の体勢に入って貿易が困難となると、別の「銀島」を探す風潮が生まれた。
1612年にスペインのセバスティアン・ビスカイノ、1639年にオランダのマティス・クアストとアベル・タスマン、1643年に同じくオランダのマルチン・ゲルリッツエン・フリースとヘンドリック・スハープ、1787年にフランスのラ・ペルーズ伯、1803年にロシアのクルーゼンシュテルンなどが太平洋航海を行って金銀島の捜索を行っているが、太平洋の地理的状況が明らかとなった19世紀初頭には伝説の域に過ぎないと考えられるようになった。

## 関連書籍
- ドン・ロドリゴ; ビスカイノ; 村上直次郎訳註『ドン・ロドリゴ日本見聞録 ビスカイノ金銀島探検報告』駿南社〈異国叢書第7〉、1929年。doi:10.11501/1876460。 - 奥川書房（1941年）、雄松堂書店（1966年）、雄松堂出版（2005年、ISBN 4-8419-3022-1）から再刊。
- フアン・ヒル 著、平山篤子 訳『イダルゴとサムライ――16・17世紀のイスパニアと日本』法政大学出版局〈叢書・ウニベルシタス〉、2000年12月。ISBN 4-588-00693-2。 - フアン・ヒル（スペイン語版）による校訂版「セバスティアン・ビスカイノ旅行航海報告書」全文を収録。